# Palais de justice du Havre
Le palais de justice du Havre est la principale instance judiciaire de la ville du Havre en Seine-Maritime. Il se situe sur le boulevard de Strasbourg.

## Histoire
La vicomté et le bailliage sont les deux premières institutions judiciaires du Havre, fondée par le roi Henri II au milieu du XVIe siècle. Le siège de la justice du roi s'installe alors dans la Halle aux Grains, dans le quartier Notre-Dame. La Halle et le Prétoire sont détruits en 1758. Deux ans plus tard, le nouveau Prétoire est achevé : il occupe un bâtiment d'architecture classique en pierres de taille dans le même quartier. Il est finalement abandonné au début de la IIIe République et transformé en muséum d'histoire naturelle. L'actuel palais de justice-- par l'architecte Jules Bourdais-- est inauguré en 1876 sur le boulevard de Strasbourg. 

## Services
Avec son annexe, le palais de justice comprend un tribunal de grande instance, un tribunal pour enfants, un tribunal de commerce. La ville compte également un conseil des prud'hommes et un tribunal d'instance. Parmi les services judiciaires proposés figurent l'aide juridictionnelle et le service de l'application des peines. Le Havre dépend de la cour d'appel de Rouen. La prison du Havre qui datait du Second Empire, a été entièrement détruite en 2012. Le nouveau centre pénitentiaire du Havre a été terminé en 2010 à Saint-Aubin-Routot, à l'est de l'agglomération havraise. Il a une superficie de 32 000 m2 sur un site de 15 hectares et peut accueillir 690 personnes.